# Filly (Sammelfigur)
Ein Filly (von engl. filly = Stutfohlen, Jungstute) ist eine pferdeähnliche Sammel- und Spielzeugfigur. Daneben werden Fillys auch als Thema in diversen Medien und Merchandising-Produkten verwendet. Zielgruppe sind vornehmlich Mädchen im Alter von etwa vier bis sieben Jahren. Entwickler des Konzeptes ist das Unternehmen Dracco mit Hauptsitz in Hongkong; in Deutschland wurde die Vermarktung bis Ende 2013 über eine exklusive Lizenz von Simba Toys übernommen. Im Januar 2014 gab Simba jedoch die Lizenz zurück.

## Geschichte
Vor Filly hatte Dracco bereits andere Arten von Sammel- und Spielfiguren entwickelt. Das Unternehmen wurde 1997 von den dänischen Gebrüdern Jacob und Henrik Andersen gegründet. Als Standort wählten sie Hongkong vor allem wegen der Nähe zu den bevorzugten Produktionsstätten für Spielzeug in Asien, insbesondere in China.
Die ersten Fillys entwarf Dracco 2006 als einfache Sammel-Spielfiguren. Im Lauf der folgenden Jahre wurde über mehrere Serien (siehe unten, Abschnitt Serien) mit jeweils einem Thema das Konzept weiter ausgebaut. Basierend auf den Figuren wurde zudem ein umfangreiches Merchandising-System aufgebaut (siehe unten, Abschnitt Merchandising und Medien).

In Deutschland wurden von 2007 bis 2011 in Summe mehr als 20 Millionen Fillys verkauft, davon mehr als 6 Millionen 2010 und 8 Millionen 2011. Bis 2012 stieg die Zahl der verkauften Fillys weiter auf über 25 Millionen, und bis Mitte 2013 waren es weltweit schon etwa 60 Millionen.

## Merchandising und Medien
Neben den eigentlichen Sammel- und Spielfiguren (ab 2007 in zwei Größen) mit dazugehörigen Sammelkarten treten Fillys als Thema in diversen anderen Produkten und Medien in Erscheinung:
- Spielzeug-Zubehör wie Ställe, Kutschen, Häuser und Schlösser
- Kleidung, Bettwäsche und diverse Accessoires, Stofftiere, Adventskalender, Schultüten, Sticker, Malstifte, …
- Zeitschriften (produziert von Blue Ocean Entertainment[11], Auflage >200.000[8])
- Mal-, Rätsel-, Bastel-, Freunde- und Lesebücher (produziert vom Friendz-Verlag, insgesamt >1 Million verkauft bis Herbst 2012[8])
- Hörspiele (produziert von Europa, >650.000 verkauft von 2011 bis Anfang 2013[10])
- Fernsehserie[12] (Filly Funtasia[9] produziert vom spanischen Animationsstudio Screen 21 im Auftrag von BRB Internacional,[13][14])
- Online-Computerspiele und Apps[10]

## Beschreibung
Fillys sind größtenteils in typischen Mädchenfarben gehalten (Rosa, Pastelltöne, …) und benutzen das Kindchenschema (großer Kopf, große Augen, runde Formen, …). Die Figuren sind Pferde bzw. Ponys, vermischt mit verschiedenen, teil pferdeähnlichen Figuren aus Sagen und Mythologie wie Einhörnern, Pegasi oder Seepferden. Durch Farben, Accessoires, gehaltene Gegenstände, Frisuren und die Körperhaltung hat jede Figur und jede Serie eine charakteristische Erscheinung. Zu jeder Serie gibt es eine (bei der Witchy-Serie erstmals zwei) besonders auffällig gestaltete „Prinzessin“ mit reduzierter Auflage.
Zu jeder Serie und jeder Figur wird eine Hintergrundgeschichte geliefert, in der die Wohnorte, Berufe, Hobbys und sonstigen Vorlieben und Eigenschaften der Fillys sowie die Freundschafts- und Verwandtschaftsverhältnisse untereinander dargestellt werden.
Anders als die Bedeutung des englischen Namens Filly (dt. Stutfohlen) dies vermuten lässt, gibt es – der Beschreibung nach – nicht nur weibliche, sondern auch männliche Fillys.
Fillys sind aus Hartkunststoff hergestellt. Ihre Oberfläche ist beflockt und fühlt sich dadurch samtartig weich an. Die Figuren gibt es in zwei Größen: Die Originalgröße beträgt etwa 5 cm. Hiervon abgeleitet wurde die etwa halb so große (2,5 cm) „Baby“-Größe. Vereinzelt existieren noch kleinere Figuren, die jedoch nicht als reguläre Serie, sondern nur als Accessoire (z. B. als Ketten- oder Schlüsselanhänger) produziert wurden.
Die normalen Figuren werden in undurchsichtigen, verschlossenen Kunststoffbeuteln („Blind Pack“) verkauft, so dass der Käufer vor dem Kauf nicht erkennen kann, welche Figur er erwirbt, was den Sammel-Reiz erhöht. In vielen Serien gibt es einige Figuren mit reduzierter Auflage, die durch besondere Merkmale (z. B. besondere Farbe) hervorstechen und die als Sammelobjekt besonders begehrt sind.

## Serien
Seit 2007 wurde im Durchschnitt etwa ein neues Thema pro Jahr aufgelegt. Die Grundlage zu jedem Thema bildet eine Standardserie, meist bestehend aus 20 Figuren plus eine oder zwei Prinzessinnen, jeweils in zwei Größen, ergänzt durch Sonderfiguren mit reduzierter Auflage. Zeitlich versetzt zur Standardserie wurden bei den meisten Themen eine Sonderserie auf Schlittschuhen („Ice/Eis“) und/oder eine farblich oder gestalterisch leicht abgewandelte Variante der Standardserie („Silber“, „Pink“, „Magic“, …) herausgegeben.
Die wichtigsten Themen und Serien waren:
| Thema                                  | Thema                         | Jahr | Anzahl Figuren (Normale + Prinzessin + Sonderfiguren) | Anzahl Figuren (Normale + Prinzessin + Sonderfiguren) | Beschreibung |
| Serie                                  | Ausgabe                       | Jahr | Volle Größe                                           | Baby-Größe                                            | Beschreibung |
| -------------------------------------- | ----------------------------- | ---- | ----------------------------------------------------- | ----------------------------------------------------- | --- |
| Filly Forest (Filly Wald)              | Standard                      | 2007 | 20                                                    | –                                                     | Einfach gehaltene Pferdefiguren mit Fell in naturnahen Farben |
| Filly Beach Party (Filly Strandfeier)  | Standard                      | 2008 | 20 + 1                                                | –                                                     | Einfach gehaltene Pferdefiguren mit Fell in bunten Farben |
| Filly Beach Party (Filly Strandfeier)  | Neuauflage                    | 2010 | 20 + 1 + 8                                            | 20                                                    | Neuauflage der Serie Filly Beach Party aus dem Jahre 2008 mit leicht veränderter Prinzessin, ergänzt durch 8 Figuren aus der Serie Filly Forest in bunteren Farben |
| Filly Princess (Filly Prinzessin)      | Standard                      | 2008 | 20 + 1                                                | 20 + 1                                                | Fillys mit goldenen Kronen. Prinzessin Crystal hat als Einzige einen Kristall in der Krone. |
| Filly Fairy (Filly Feen)               | Standard                      | 2009 | 20 + 1 + 8                                            | 20 + 1                                                | Fillys mit goldenen Kronen und grünen Flügeln (aus fluoreszierendem Material); die Prinzessin Magic trägt außerdem ein Einhorn auf der Stirn, das mit rosafarbenen Kristallen verziert ist. |
| Filly Fairy (Filly Feen)               | Filly Ice Fairy               | 2011 | 6 + 1                                                 | ?                                                     | Fillys mit goldenen Kronen und rosa Flügeln auf Schlittschuhen. Auf der Unterseite der Figur ist eine UV-Leuchtdiode integriert, mit der die Figur auf einer „Eisbahn“ mit fluoreszierender Oberfläche eine Leuchtspur hinterlässt. |
| Filly Fairy (Filly Feen)               | Filly Fairy Silver            | 2013 | 20 + 1                                                | ?                                                     | Sonderausgabe, wie Filly Fairy, jedoch mit silberner Krone und silbernen Flügeln (nicht fluoreszierend) |
| Filly Unicorn (Filly Einhorn)          | Standard                      | 2011 | 20 + 1 + 7                                            | 20 + 1                                                | Fillys mit Einhorn auf der Stirn und mit Krone, die mit einem Kristall verziert ist. Prinzessin Sparkle hat ein goldenes Horn und fünf Kristalle in der Krone. Sonderfillys halten verschiedene Gegenstände. |
| Filly Unicorn (Filly Einhorn)          | Filly Ice Unicorn             | 2012 | 10 + 1                                                | ?                                                     | Fillys mit Einhorn und Krone (wie Filly Unicorn) auf Schlittschuhen mit UV-LED (wie Filly Ice Fairy) |
| Filly Unicorn (Filly Einhorn)          | Filly Unicorn Silver          | 2012 | 20 + 1                                                | ?                                                     | Sonderausgabe, wie Filly Unicorn, jedoch mit silbernem Horn und silberner Krone |
| Filly Elves (Filly Elfen)              | Standard                      | 2012 | 20 + 1 + 9                                            | 20 + 1                                                | Fillys mit Krone und Blumenschmuck im Schweif. Weibliche Fillys tragen ein Halskette mit Schmuckstein, männliche ein Armband (auch mit Schmuckstein) um einen Vorderhuf. Prinzessin Jewel hat einen Stimmungsstein in der Krone, der die Farbe ändert, wenn man den Finger darauflegt. Sonderfiguren halten verschiedene Gegenstände.                                    |
| Filly Elves (Filly Elfen)              | Filly Ice Elves               | 2013 | 8 + 2                                                 | ?                                                     | Fillys mit Krone, Blumenschmuck und Halskette mit Schmuckstein (wie Filly Elves) auf Schlittschuhen (wie Filly Ice Fairy) |
| Filly Elves (Filly Elfen)              | Filly Silver Elves            | 2013 | 20                                                    | ?                                                     | Sonderausgabe, wie Filly Elves, jedoch mit silberner Krone und silbernem Halsband |
| Filly Mermaids (Filly Meerjungfrauen)  | Standard                      | 2012 | 11 + 1                                                | 1                                                     | Fillys mit goldenen Kronen, die mit einem Kristall verziert sind, und Fischschwanz (Hippokamp). Weibliche Fillys tragen eine Halskette um den Hals, männliche ein Armband um den Vorderhuf. Prinzessin Pearlia hat eine Perle in der Krone und einen Kristall in der Halskette.                                                                                          |
| Filly Mermaids (Filly Meerjungfrauen)  | Filly Pink Mermaids           | 2013 | 11 + 1                                                | 1                                                     | Wie Filly Mermaids, jedoch mit rosa-farbener Krone und Halskette. |
| Filly Mermaids (Filly Meerjungfrauen)  | Filly Mermaids Glitter        | 2014 | 11 + 1                                                | 1                                                     | Filly Mermaids mit glitzernder Schwanzflosse. Prinzessin Glitterina hat eine glitzernde Regenbogenflosse und zwei Kristalle, einen in der Krone, den anderen in der Halskette. |
| Filly Mermaids (Filly Meerjungfrauen)  | Filly Mermaids Glitter Golden | 2015 | 11 + 1 + 5                                            | 1                                                     | Wie Filly Mermaids Glitter, jedoch sind fünf Fillys mit goldener Flosse dazugekommen, deren Flossen auch glitzern. |
| Filly Mermaids (Filly Meerjungfrauen)  | Filly Mermaids Super Glitter  | 2016 | 11 + 1 + 5                                            | ?                                                     | Wie Filly Mermaids, jedoch mit metallischer Schwanzflosse. |
| Filly Witchy (Filly Hexen)             | Standard                      | 2013 | 20 + 2                                                | 20 + 2                                                | Fillys mit Krone und Umhang, der mit einem Kristall verziert ist. Prinzessinnen Abra und Cadabra tragen einen spitzen Hut, der mit fünf Kristallen verziert ist. |
| Filly Witchy (Filly Hexen)             | Filly Witchy Magic            | 2013 | 20 + 2 + 5                                            | 20 + 2 + 5                                            | Sonderausgabe, wie Filly Witchy, jedoch mit fluoreszierendem Umhang. Es sind fünf neue Fillys dazugekommen, die auch einen Hut wie Abra und Cadabra tragen, aber er ist nur mit einem Kristall verziert. |
| Filly Witchy (Filly Hexen)             | Filly Ice Witchy              | 2013 | ?                                                     | 1                                                     | Fillys mit spitzem Hexen-Hut, der aufleuchtet, (wie Filly Witchy) auf Schlittschuhen (wie Filly Ice Fairy) |
| Filly Witchy (Filly Hexen)             | Filly Silver Witchy           | 2014 | 20                                                    | –                                                     | Sonderausgabe, wie Filly Witchy, jedoch mit silbernen Umhang. |
| Filly Wedding (Filly Hochzeit)         | Standard                      | 2014 | 10                                                    | –                                                     | Fillys, die wie Brautpaare bekleidet sind. Weibliche Fillys sind mit einem Schleier, Brautkleid, Brautstrauß oder Blumenband am Vorderhuf, bekleidet. Männliche Fillys sind mit einem Anzug mit Krawatte bekleidet. Es sind insgesamt 5 Brautpaare, je Brautpaar 2 Fillys.                                                                                               |
| Filly Butterfly (Filly Schmetterlinge) | Standard                      | 2014 | 20 + 1                                                | 20 + 1                                                | Fillys mit Krone und großen Schmetterlingsflügeln. Prinzessin Scarlet hat Regenbogenflügel, die im Vergleich der Flügel der restlichen 20 Fillys etwas größer sind. Sie hat fünf Kristalle in der Krone. |
| Filly Butterfly (Filly Schmetterlinge) | Filly Butterfly Glitter       | 2014 | 20 + 1 + 5                                            | 20 + 5                                                | Sonderausgabe, wie Filly Butterfly, jedoch mit glitzernden Flügeln. Es sind fünf neue Fillys dazugekommen, die eine unterschiedliche Flügelform als die restlichen 21 Fillys haben. |
| Filly Butterfly (Filly Schmetterlinge) | Filly Silver Butterfly        | 2015 | 20                                                    | –                                                     | Sonderausgabe, wie Filly Butterfly, jedoch mit silbernen Flügeln. |
| Filly Stars (Filly Sterne)             | Standard                      | 2015 | 20 + 2                                                | 20                                                    | Fillys mit Krone, die mit einem Kristall verziert ist, und durchsichtigen und glitzernden Flügeln (Glitzerpartikel in den Flügeln). Königin Cassiopeia und Prinzessin Zodia haben weiße, beflockte Flügel, die jeweils mit zwei Kristallen verziert sind. Königin Cassiopeia hat fünf Kristalle in der Krone, Prinzessin Zodia einen.                                    |
| Filly Stars (Filly Sterne)             | Filly Stars Sternenfunkeln    | 2016 | 20 + 2 + 7                                            | ?                                                     | Sonderausgabe, wie Filly Stars, jedoch mit glitzernden Flügeln, wo die Glitzerpartikel auf den Flügeln sind. Es sind sieben neue Fillys dazugekommen, deren Flügel fluoreszierend und beflockt sind. Eines der sieben neuen Fillys hat drei Kristalle in der Krone und weiße Flügel, während die restlichen sechs lila Flügel und nur einen Kristall in der Krone haben. |
| Filly Stars (Filly Sterne)             | Filly Silver Stars            | 2016 | 20                                                    | –                                                     | Sonderausgabe, wie Filly Stars, |
| Filly Royale                           | Standard                      | 2016 | 20 + 1                                                | ?                                                     | Fillys mit Kronen, die mit einem Kristall verziert ist |
| Filly Ballerinas                       | Standard                      | 2017 | 15+1                                                  | ?                                                     | Filly mit Balletschuhen und Tütü zum Wechseln in knalligen Farben. |
| Filly Angels                           | Standard                      | 2018 | 20                                                    | _                                                     | Fillys mit Freundesbotschaften |

## Kritik
Pädagogen und Gender-Forscher kritisieren, ähnlich wie bei anderen auf Mädchen zugeschnittenen Spielfiguren, dass durch die Form, Farbgebung und sonstige Darstellung der Fillys und der dazugehörigen Geschichten veraltete geschlechtsspezifische Rollenbilder und -klischees gefördert werden. Außerdem wird kritisiert, dass Kinder durch Sammelanreize und die Kombination mit anderen Marketingprodukten vom Anbieter zum übermäßigen Konsum verleitet werden. Viele Kritiker empfinden die künstlerische Gestaltung der Fillys zudem schlicht als kitschig.
In einem Test des Verbraucher-Magazins Öko-Test aus dem Jahr 2011, in dem Spielzeug aus Kinderzeitschriften geprüft wurde, erhielten Filly-Figuren aus den Zeitschriften Filly Magazin und Filly Special Princess wegen erhöhter Gehalte gesundheitsschädlicher Inhaltsstoffe die Note „ungenügend“. Eine ähnliche Untersuchung aus dem Jahr 2013 im Auftrag der Bundestagsfraktion der Grünen zeigte Rückstände des Schwermetalls Cadmium.